# Freihandmagazin
Ein Freihandmagazin ist ein für Benutzer frei zugängliches Magazin für Medien in einer Bibliothek.
Dieser Medienbestand wird nach bestimmten inhaltlichen und formalen Kriterien geordnet aufgestellt und kann vom Nutzer eingesehen werden. Bei den Medien handelt es sich im Falle von Leihbibliotheken oft um ausleihbaren Bestand (im Gegensatz zum Präsenzbestand). Der Präsenzbestand wird dann nicht im Freihandmagazin, sondern im Lesesaal aufgestellt.
Ein wesentlicher Unterschied zur Freihandaufstellung ist, dass in Freihandmagazinen die Regale deutlich dichter beieinander stehen oder z. B. als Rollregale konzipiert sind, da der Raum ursprünglich nicht für den Aufenthalt von Benutzern gedacht war; auch die sonstige Ausstattung der Räume etwa im Hinblick auf Wandgestaltung und Bodenbeläge ist meist rein zweckmäßig und ohne Anspruch auf ein ästhetisches Erscheinungsbild. Freihandmagazine spiegeln den Trend wider, Nutzern einen schnelleren Zugriff auf die Bestände zu ermöglichen und die klassische Dreiteilung der Bibliothek aufzuheben. Auch die Einsparung von (Magazin-)Personal ist hierbei zu berücksichtigen, andererseits können durch die dauerhafte Beleuchtung, höhere Sicherheitsanforderungen oder größeren Energieaufwand bei der Klimatisierung neue Kosten entstehen. Das Freihandmagazin vereint die Vorteile der Freihandaufstellung (direkte Zugänglichkeit des Bestandes für die Nutzer) mit den Vorteilen der Magazinaufstellung (geringerer Raumbedarf im Vergleich zur Freihandaufstellung).